# 3. HNL – Zapad 2014./15.
3. HNL – Zapad u sezoni 2014./15. je nastala ujedinjenjem dotadašnjih Treće HNL – "Zapad" i "Središte". Niže lige su predstavljale MŽNL Središte i MŽNL NS Rijeka. 
 
Sudjelovalo je 16 klubova, a prvak je bila momčad "Dinama II" iz Zagreba. 

## Sudionici
| | |  |
| Grad Zagreb - Dinamo II – Zagreb - Dubrava Tim Kabel – Zagreb - HAŠK – Zagreb - Maksimir – Zagreb - Špansko – Zagreb - Trnje – Zagreb - Vrapče – Zagreb Istarska županija - Istra 1961 II – Pula - Novigrad – Novigrad | Krapinsko-zagorska županija - Zagorec – Krapina Primorsko-goranska županija - Rijeka II – Rijeka Zagrebačka županija - Dugo Selo – Dugo Selo - Samobor – Samobor - Stupnik – Donji Stupnik, Stupnik - Vrbovec – Vrbovec - Zelina – Sveti Ivan Zelina |  |

## Ljestvica
| mj. | klub.                      | ut. | pob. | ner. | por. | gol+ | gol- | bod     |
| --- | -------------------------- | --- | ---- | ---- | ---- | ---- | ---- | ------- |
| 1.  | Dinamo II Zagreb           | 30  | 20   | 8    | 2    | 90   | 17   | 68      |
| 2.  | Rijeka II                  | 30  | 19   | 5    | 6    | 51   | 21   | 62      |
| 3.  | Dugo Selo                  | 30  | 18   | 7    | 5    | 52   | 31   | 61      |
| 4.  | Dubrava Tim Kabel Zagreb   | 30  | 18   | 6    | 6    | 55   | 24   | 60      |
| 5.  | Novigrad                   | 30  | 18   | 5    | 7    | 70   | 23   | 59      |
| 6.  | Istra 1961 II Pula         | 30  | 14   | 4    | 12   | 48   | 42   | 46      |
| 7.  | Zagorec Krapina            | 30  | 11   | 8    | 11   | 43   | 44   | 41      |
| 8.  | Trnje Zagreb               | 30  | 11   | 8    | 11   | 44   | 48   | 41      |
| 9.  | HAŠK Zagreb                | 30  | 9    | 12   | 9    | 44   | 42   | 39      |
| 10. | Vrapče Zagreb              | 30  | 9    | 10   | 11   | 32   | 93   | 37      |
| 11. | Špansko Zagreb             | 30  | 9    | 4    | 17   | 46   | 60   | 31      |
| 12. | Maksimir Zagreb            | 30  | 10   | 3    | 17   | 33   | 50   | 31 (–2) |
| 13. | Samobor                    | 30  | 9    | 3    | 18   | 36   | 67   | 30      |
| 14. | Vrbovec                    | 30  | 8    | 2    | 20   | 27   | 74   | 26      |
| 15. | Stupnik (Donji Stupnik)    | 30  | 6    | 7    | 17   | 23   | 48   | 25      |
| 16. | Zelina (Sveti Ivan Zelina) | 30  | 4    | 2    | 24   | 18   | 82   | 14      |

## Rezultatska križaljka
| kratica | klub                       | DIN | DUB | DUG | HAŠK | IST | MAK | NOV | RIJ | SAM | STU | ŠPA | TRNJ | VRA | VRB | ZAG | ZEL |
| --- | -------------------------- | --- | --- | --- | ---- | --- | --- | --- | --- | --- | --- | --- | ---- | --- | --- | --- | --- |
| DIN | Dinamo II Zagreb           |     |     |     |      |     |     |     |     |     |     |     |      |     |     |     |     |
| DUB | Dubrava Tim Kabel Zagreb   |     |     |     |      |     |     |     |     |     |     |     |      |     |     |     |     |
| DUG | Dugo Selo                  |     |     |     |      |     |     |     |     |     |     |     |      |     |     |     |     |
| HAŠK | HAŠK Zagreb                |     |     |     |      |     |     |     |     |     |     |     |      |     |     |     |     |
| IST | Istra 1961 II Pula         |     |     |     |      |     |     |     |     |     |     |     |      |     |     |     |     |
| MAK | Maksimir Zagreb            |     |     |     |      |     |     |     |     |     |     |     |      |     |     |     |     |
| NOV | Novigrad                   |     |     |     |      |     |     |     |     |     |     |     |      |     |     |     |     |
| RIJ | Rijeka II                  |     |     |     |      |     |     |     |     |     |     |     |      |     |     |     |     |
| SAM | Samobor                    |     |     |     |      |     |     |     |     |     |     |     |      |     |     |     |     |
| STU | Stupnik (Donji Stupnik)    |     |     |     |      |     |     |     |     |     |     |     |      |     |     |     |     |
| ŠPA | Špansko Zagreb             |     |     |     |      |     |     |     |     |     |     |     |      |     |     |     |     |
| TRNJ | Trnje Zagreb               |     |     |     |      |     |     |     |     |     |     |     |      |     |     |     |     |
| VRA | Vrapče Zagreb              |     |     |     |      |     |     |     |     |     |     |     |      |     |     |     |     |
| VRB | Vrbovec                    |     |     |     |      |     |     |     |     |     |     |     |      |     |     |     |     |
| ZAG | Zagorec Krapina            |     |     |     |      |     |     |     |     |     |     |     |      |     |     |     |     |
| ZEL | Zelina (Sveti Ivan Zelina) |     |     |     |      |     |     |     |     |     |     |     |      |     |     |     |     |
| |                            |     |     |     |      |     |     |     |     |     |     |     |      |     |     |     |     |
| podebljan rezultat – utakmice od 1. do 15. kola (1. utakmica između klubova) rezultat normalne debljine – utakmice od 16. do 30. kola (2. utakmica između klubova) rezultat nakošen – nije vidljiv redoslijed odigravanja međusobnih utakmica iz dostupnih izvora rezultat nakošen i smanjen * – iz dostupnih izvora nije uočljiv domaćin susreta prekrižen rezultat – poništena ili brisana utakmica p – utakmica prekinuta 3:0 p.f. / 0:3 p.f. – rezultat 3:0 bez borbe |                            |     |     |     |      |     |     |     |     |     |     |     |      |     |     |     |     |

 Izvori: 

## Vanjske poveznice
- hns-cff.hr, 3. HNL Zapad